# Husakowe
Husakowe (ukr. Гусакове) – wieś na Ukrainie, w obwodzie czerkaskim, w rejonie zwinogródzkim, w hromadzie Zwinogródka. W 2001 liczyła 661 mieszkańców.